# Charleston (Misisipi)
Charleston es una ciudad del Condado de Tallahatchie, Misisipi, Estados Unidos. Según el censo de 2000 tenía una población de 2.198 habitantes y una densidad de población de 624.0 hab/km².

## Demografía
Según el censo de 2000, había 2.198 personas, 848 hogares y 569 familias residiendo en la localidad. La densidad de población era de 624,0 hab./km². Había 933 viviendas con una densidad media de 264,9 viviendas/km². El 39,26% de los habitantes eran blancos, el 59,69% afroamericanos, el 0,36% asiáticos, el 0,05% de otras razas y el 0,64% pertenecía a dos o más razas. El 1,55% de la población eran hispanos o latinos de cualquier raza.
Según el censo, de los 848 hogares en el 29,5% había menores de 18 años, el 33,5% pertenecía a parejas casadas, el 28,4% tenía a una mujer como cabeza de familia y el 32,8% no eran familias. El 31,0% de los hogares estaba compuesto por un único individuo y el 15,8% pertenecía a alguien mayor de 65 años viviendo solo. El tamaño promedio de los hogares era de 2,51 personas y el de las familias de 3,14.
La población estaba distribuida en un 27,4% de habitantes menores de 18 años, un 9,1% entre 18 y 24 años, un 25,2% de 25 a 44, un 20,1% de 45 a 64 y un 18,2% de 65 años o mayores. La media de edad era 36 años. Por cada 100 mujeres había 79,3 hombres. Por cada 100 mujeres de 18 años o más, había 72,4 hombres.
Los ingresos medios por hogar en la localidad eran de 18.208 dólares ($) y los ingresos medios por familia eran 24.750 $. Los hombres tenían unos ingresos medios de 26.500 $ frente a los 16.406 $ para las mujeres. La renta per cápita para la ciudad era de 10.835 $. El 34,4% de la población y el 30,7% de las familias estaban por debajo del umbral de pobreza. El 49,4% de los menores de 18 años y el 29,1% de los habitantes de 65 años o más vivían por debajo del umbral de pobreza.

## Geografía
Según la Oficina del Censo de los Estados Unidos, la localidad tiene un área total de 3,5 km², todos ellos correspondientes a tierra firme.